# 스터디코드네트웍스
스터디코드네트웍스 (Studycode Networks)는 대한민국의 공부법 전문 강의 연구소이다.

## 서비스
주로 공부법 자체를 강의하는 형태로, 4.0은 온라인을 통해 이루어진다.
공부법뿐만이 아니라 학종의 코드,라이프코드(LIFE CODE)-인생을 살아감에 대한 근본적인 코드
등을 제공한다.
- 스터디코드 기본 프로그램: 근본적인 공부법 자체를 교정하는 형태의 강의이다.
- 스터디코드 지속관리 프로그램: 개별 학생의 공부법 체화 유지를 위해 전문 강사들이 전화 등으로 관리해주는 프로그램이다.
- 개별 교과목 프로그램: 국어, 수학, 영어만을 대상으로 하는 강의이다.
- 선택과목 프로그램: 생활과 윤리의 코드, 물리I의 코드, 윤리와 사상의 코드가 있다.
- 1:1 상담: 각 학생들의 학습 고민 등을 명문대 출신 코치들이 상담해주는 서비스이다.
- 스터디코드 고3용 문제풀이(시험학습) 공부법 추가강의